# Suzanne Buisson
Pour les articles homonymes, voir Buisson et Lévy.
Suzanne Buisson, née Lévy, est une femme politique socialiste et une résistante française, née le 19 septembre 1883 dans le 9e arrondissement de Paris et morte en déportation à Auschwitz (Pologne) le 5 juillet 1944.

## Biographie

### Militantisme
Née en 1883 au no 23 rue Marie-Éléonore-de-Bellefond à Paris, Suzanne Lévy passe son enfance à Dijon dans une famille modeste. Elle revient à Paris à l'âge de 16 ans, en 1899, pour travailler et subvenir aux besoins de sa famille. Là, elle fréquente l'université populaire Le Réveil située dans le 1er et 2e arrondissements, rue Marie-Stuart. En 1905, elle rejoint la Section française de l'Internationale ouvrière (SFIO), où elle continue de militer par la suite. Elle fait partie de la délégation de la SFIO lors du congrès de l'Internationale ouvrière socialiste à Vienne en 1931.
Veuve de guerre, en premières noces, de Charles Gibault, tué en 1914 , elle se remarie en 1926 avec Georges Buisson, un des dirigeants de la CGT.
Elle est longtemps secrétaire du Comité national des femmes socialistes et rédactrice de la page des femmes dans l’hebdomadaire Le Populaire. Elle s'intéresse particulièrement à la place de la femme à l'époque, éternelle mineure, et considère qu'il faut « affranchir les femmes de toutes les servitudes domestiques, et faire d'elles des êtres indépendants sentimentalement, économiquement et intellectuellement ».

### Résistance
Lors de l'exode de 1940, Suzanne Buisson quitte Paris avec son époux, Georges Buisson et se réfugie à Lyon. Après avoir rencontré Léon Blum, elle décide de renouer les contacts avec ses anciennes connaissances socialistes pour tenir tête à Philippe Pétain. Elle rejoint Libération-Sud et entre en contact avec L'Insurgé, un mouvement de résistance clandestin de la région lyonnaise. En 1941, elle cofonde le Comité d'action socialiste, dont elle est une des dirigeantes. En 1943, elle devient agent de liaison entre la zone occupée et la zone libre pour le compte du Parti socialiste clandestin, ainsi que chargée des relations avec le Parti communiste français,.
Elle est arrêtée le 1er avril 1944 à Lyon. Sa dernière adresse à Lyon est au 25 rue Marc Bernard. On perd sa trace mais, grâce à une lettre de Marie-Louise Eymard, on sait qu'elle est enfermée à la prison Montluc. Selon cette dernière, Suzanne Buisson ne livre aucun secret lors de ses interrogatoires. Elle quitte la prison direction Fresnes le 12 mai après avoir été torturée. Elle arrive finalement à Drancy le 28 juin 1944.
Juive et résistante, elle est déportée par le convoi no 76, en date du 30 juin 1944 du camp de Drancy vers Auschwitz. Personne ne sait ce qu'il lui est arrivée à son arrivée à Auschwitz mais elle n'est pas rentrée de déportation.

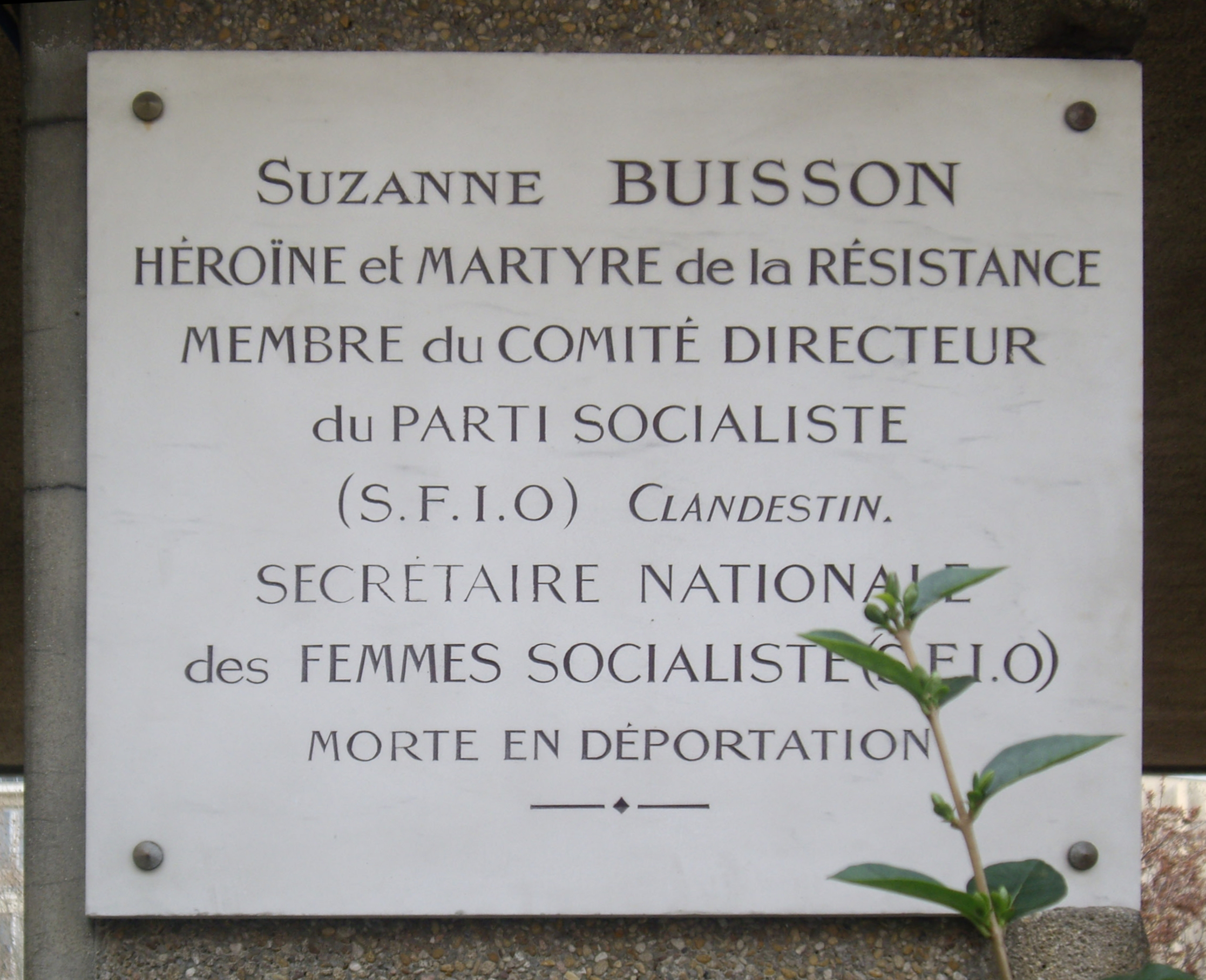
Plaque en mémoire de Suzanne Buisson, érigée dans le square qui porte son nom.

## Hommages
- Léon Blum lui a rendu hommage dans Le Populaire du 2 février 1946 : « Elle était la militante accomplie, exemplaire, à qui le parti peut tout demander, qui ne recule jamais devant aucune charge, qui, d'ailleurs, est apte à les remplir toutes par le caractère vraiment absolu du dévouement et du désintéressement. [...] Dans la vie normale du parti, elle n'avait hésité devant aucune charge ; dans la lutte clandestine, elle n'a reculé devant aucun danger. »[6]
- Un square porte son nom dans le 18e arrondissement de Paris[7].
- Une école maternelle porte son nom à Châtenay-Malabry[8], Tremblay-en-France[9], Kremlin-Bicêtre[10] , Wahagnies[11] et à Narbonne
- Une résidence, dans le quartier de la Noue Caillet, porte son nom à Bondy[12].
- Un espace naturel[13] à deux pas de la ville d'Issoudun aménagé pour la détente.
- Un jardin porte son nom dans le 3e arrondissement de Lyon[14].